# 托妮·杰夫斯
托妮·杰夫斯（英語：Toni Jeffs，1968年12月3日—），新西兰女子游泳运动员，主攻短距离自由泳。她曾代表新西兰参加1998年和2002年英联邦运动会游泳比赛，获得二枚铜牌。她也曾参加1992年夏季奥林匹克运动会。